# Kriterium von Dirichlet
Das Kriterium von Dirichlet ist ein mathematisches Konvergenzkriterium für Reihen. Es gehört zur Gruppe der direkten Kriterien.

## Dirichlet-Kriterium für Konvergenz

### Kriterium
Die Reihe
{\displaystyle \sum \limits _{k=0}^{\infty }a_{k}b_{k}}
mit {\displaystyle a_{k}\in \mathbb {R} ,b_{k}\in \mathbb {C} } konvergiert, wenn {\displaystyle (a_{k})_{k\in \mathbb {N} }} eine monoton fallende Nullfolge ist und die Folge {\displaystyle (B_{n})_{n\in \mathbb {N} }} der Partialsummen
{\displaystyle B_{n}=\sum \limits _{k=0}^{n}b_{k}}
beschränkt ist.

### Beweis
Es gilt (siehe Partielle Summation)
{\displaystyle \sum \limits _{k=0}^{n+1}a_{k}b_{k}=a_{n+1}B_{n+1}+\sum \limits _{k=0}^{n}B_{k}(a_{k}-a_{k+1})}.
Der erste Summand konvergiert gegen null, da {\displaystyle B_{n}} voraussetzungsgemäß durch eine Konstante {\displaystyle M} beschränkt ist und {\displaystyle a_{n}} gegen null konvergiert. Der zweite Summand konvergiert sogar absolut, denn {\displaystyle a_{k}-a_{k+1}\geq 0} für alle {\displaystyle k} und damit
{\displaystyle \sum \limits _{k=0}^{n}\left|B_{k}(a_{k}-a_{k+1})\right|\leq \sum \limits _{k=0}^{n}M(a_{k}-a_{k+1})=M(a_{0}-a_{n+1})\rightarrow Ma_{0}}.
Damit ist alles gezeigt.

## Dirichlet-Kriterium für gleichmäßige Konvergenz
Die Reihe
{\displaystyle \sum \limits _{k=0}^{\infty }a_{k}(x)b_{k}(x)}
ist im Intervall {\displaystyle J} gleichmäßig konvergent, wenn dort die Partialsummen der Reihe {\displaystyle \textstyle \sum b_{k}(x)} gleichmäßig beschränkt sind und wenn dort die Folge {\displaystyle (a_{k}(x))} gleichmäßig gegen null konvergiert, und zwar für jedes feste {\displaystyle x} monoton.